# Serie A (Italia) 1989-90
La Serie A 1989–90 fue la 88.ª edición del campeonato de fútbol de más alto nivel en Italia y la 58.ª bajo el formato de grupo único. Napoli ganó su segundo scudetto.

## Equipos participantes
| Equipo         | Ciudad        | Estadio               |
| -------------- | ------------- | --------------------- |
| Ascoli         | Ascoli Piceno | Cino e Lillo Del Duca |
| Atalanta       | Bérgamo       | Comunale de Bérgamo   |
| Bari           | Bari          | Della Vittoria        |
| Bologna        | Bolonia       | Renato Dall'Ara       |
| Cesena         | Cesena        | Dino Manuzzi          |
| Cremonese      | Cremona       | Giovanni Zini         |
| Fiorentina     | Florencia     | Comunale de Florencia |
| Genoa          | Génova        | Luigi Ferraris        |
| Internazionale | Milán         | Giuseppe Meazza       |
| Juventus       | Turín         | Comunale de Turín     |
| Lazio          | Roma          | Olímpico de Roma      |
| Lecce          | Lecce         | Via del Mare          |
| Milan          | Milán         | San Siro              |
| Napoli         | Nápoles       | San Paolo             |
| Roma           | Roma          | Olímpico de Roma      |
| Sampdoria      | Génova        | Luigi Ferraris        |
| Udinese        | Údine         | Friuli                |
| Verona         | Verona        | Marcantonio Bentegodi |

## Clasificación
| Pos. | Equipo         | Pts. | PJ | G  | E  | P  | GF | GC | Dif. | Clasificación                                |
| ---- | -------------- | ---- | -- | -- | -- | -- | -- | -- | ---- | -------------------------------------------- |
| 1    | Napoli (C)     | 51   | 34 | 21 | 9  | 4  | 57 | 31 | +26  | Clasificado a la Copa de Campeones de Europa |
| 2    | Milan          | 49   | 34 | 22 | 5  | 7  | 56 | 27 | +29  | Clasificado a la Copa de Campeones de Europa |
| 3    | Internazionale | 44   | 34 | 17 | 10 | 7  | 55 | 32 | +23  | Clasificado a la Copa de la UEFA             |
| 4    | Juventus       | 44   | 34 | 15 | 14 | 5  | 56 | 36 | +20  | Clasificado a la Recopa de Europa            |
| 5    | Sampdoria      | 43   | 34 | 16 | 11 | 7  | 46 | 26 | +20  | Clasificado a la Recopa de Europa            |
| 6    | Roma           | 41   | 34 | 14 | 13 | 7  | 45 | 40 | +5   | Clasificado a la Copa de la UEFA             |
| 7    | Atalanta       | 35   | 34 | 12 | 11 | 11 | 36 | 43 | −7   | Clasificado a la Copa de la UEFA             |
| 8    | Bologna        | 34   | 34 | 9  | 16 | 9  | 29 | 36 | −7   | Clasificado a la Copa de la UEFA             |
| 9    | Lazio          | 31   | 34 | 8  | 15 | 11 | 34 | 33 | +1   |                                              |
| 10   | Bari           | 31   | 34 | 6  | 19 | 9  | 34 | 37 | −3   |                                              |
| 11   | Genoa          | 29   | 34 | 6  | 17 | 11 | 27 | 31 | −4   |                                              |
| 12   | Fiorentina     | 28   | 34 | 7  | 14 | 13 | 41 | 42 | −1   |                                              |
| 13   | Cesena         | 28   | 34 | 6  | 16 | 12 | 26 | 36 | −10  |                                              |
| 14   | Lecce          | 28   | 34 | 10 | 8  | 16 | 29 | 46 | −17  |                                              |
| 15   | Udinese (D)    | 27   | 34 | 6  | 15 | 13 | 37 | 51 | −14  | Descenso a Serie B                           |
| 16   | Verona (D)     | 25   | 34 | 6  | 13 | 15 | 27 | 44 | −17  | Descenso a Serie B                           |
| 17   | Cremonese (D)  | 23   | 34 | 5  | 13 | 16 | 29 | 50 | −21  | Descenso a Serie B                           |
| 18   | Ascoli (D)     | 21   | 34 | 4  | 13 | 17 | 20 | 43 | −23  | Descenso a Serie B                           |

 Fuente: BDFutbol
Notas:
1. ↑  Milán calificó a la  Copa de Campeones de Europa como campeón defensor.
2. ↑  Sampdoria calificó a la Recopa de Europa como campeón defensor.

|            |
| Campeón    |
| SSC Napoli |
| 2º título  |

## Resultados
| Local \ Visitante | ASC | ATA | BAR | BOL | CES | CRE | FIO | GEN | INT | JUV | LAZ | LEC | MIL | NAP | ROM | SAM | UDI | VER |
| ----------------- | --- | --- | --- | --- | --- | --- | --- | --- | --- | --- | --- | --- | --- | --- | --- | --- | --- | --- |
| Ascoli            | —   | 1–1 | 1–1 | 1–1 | 0–0 | 0–1 | 2–1 | 0–0 | 0–1 | 1–2 | 0–0 | 0–2 | 1–0 | 0–1 | 1–1 | 2–1 | 1–0 | 1–1 |
| Atalanta          | 1–0 | —   | 0–0 | 0–0 | 1–0 | 2–0 | 0–0 | 1–0 | 2–1 | 1–2 | 4–0 | 2–1 | 0–1 | 0–2 | 3–0 | 2–2 | 1–0 | 1–0 |
| Bari              | 2–2 | 4–0 | —   | 0–0 | 2–0 | 2–0 | 1–1 | 0–0 | 0–0 | 1–1 | 0–0 | 0–1 | 0–1 | 1–1 | 1–2 | 0–2 | 3–1 | 2–1 |
| Bologna           | 2–1 | 0–0 | 3–1 | —   | 1–0 | 1–1 | 1–0 | 1–0 | 2–2 | 1–1 | 1–1 | 2–1 | 0–0 | 2–4 | 1–1 | 1–0 | 0–0 | 1–0 |
| Cesena            | 1–0 | 0–0 | 2–2 | 0–0 | —   | 1–1 | 1–1 | 1–1 | 2–3 | 1–1 | 0–0 | 4–0 | 0–3 | 0–0 | 0–0 | 1–2 | 1–1 | 1–0 |
| Cremonese         | 2–1 | 1–1 | 0–2 | 2–1 | 1–2 | —   | 1–2 | 0–1 | 0–1 | 2–2 | 2–1 | 1–1 | 1–0 | 1–1 | 0–1 | 0–3 | 2–2 | 1–1 |
| Fiorentina        | 5–1 | 4–1 | 2–2 | 0–1 | 0–0 | 0–0 | —   | 0–0 | 2–2 | 2–2 | 1–0 | 3–0 | 2–3 | 0–1 | 1–2 | 3–1 | 1–2 | 3–1 |
| Genoa             | 2–0 | 2–2 | 0–0 | 0–0 | 2–3 | 1–0 | 1–1 | —   | 0–0 | 2–3 | 2–2 | 1–0 | 1–1 | 1–1 | 0–2 | 1–2 | 0–0 | 0–1 |
| Internazionale    | 0–0 | 7–2 | 1–1 | 3–0 | 1–1 | 2–1 | 2–0 | 1–0 | —   | 2–1 | 3–0 | 2–1 | 0–3 | 3–1 | 3–0 | 2–0 | 2–0 | 0–0 |
| Juventus          | 3–1 | 0–1 | 1–0 | 1–1 | 1–1 | 4–0 | 3–1 | 1–1 | 1–0 | —   | 1–0 | 3–0 | 3–0 | 1–1 | 1–1 | 1–0 | 1–1 | 2–1 |
| Lazio             | 3–0 | 1–2 | 2–2 | 3–0 | 4–0 | 1–1 | 1–1 | 0–0 | 2–1 | 1–1 | —   | 3–0 | 1–3 | 3–0 | 0–1 | 0–2 | 0–0 | 0–0 |
| Lecce             | 1–1 | 2–1 | 1–1 | 1–0 | 2–1 | 2–1 | 1–0 | 2–1 | 0–0 | 2–3 | 0–0 | —   | 1–2 | 1–1 | 0–2 | 0–0 | 1–0 | 1–0 |
| Milan             | 2–1 | 3–1 | 4–0 | 1–0 | 3–0 | 2–1 | 1–1 | 1–0 | 1–3 | 3–2 | 0–1 | 2–0 | —   | 3–0 | 1–0 | 1–0 | 3–1 | 0–0 |
| Napoli            | 1–0 | 3–1 | 3–0 | 2–0 | 1–0 | 3–0 | 3–2 | 2–1 | 2–0 | 3–1 | 1–0 | 3–2 | 3–0 | —   | 3–1 | 1–1 | 1–0 | 2–0 |
| Roma              | 0–0 | 4–1 | 1–0 | 2–2 | 1–0 | 3–2 | 0–0 | 0–1 | 1–1 | 1–0 | 1–1 | 2–1 | 0–4 | 1–1 | —   | 1–1 | 3–1 | 5–2 |
| Sampdoria         | 2–0 | 1–0 | 0–0 | 3–0 | 0–0 | 1–1 | 3–0 | 0–0 | 2–0 | 0–0 | 2–0 | 1–0 | 1–1 | 2–1 | 4–2 | —   | 3–1 | 1–0 |
| Udinese           | 2–0 | 0–0 | 2–2 | 1–1 | 1–0 | 1–1 | 1–1 | 2–4 | 4–3 | 2–2 | 0–2 | 3–1 | 0–2 | 2–2 | 1–1 | 3–3 | —   | 2–1 |
| Verona            | 0–0 | 1–1 | 1–1 | 3–2 | 0–2 | 1–1 | 1–0 | 1–1 | 0–3 | 1–4 | 1–1 | 0–0 | 2–1 | 1–2 | 2–2 | 1–0 | 2–0 | —   |